# Símbols nacionals d'Escòcia
Escòcia està representada per un conjunt de símbols nacionals recognoscibles, alguns d'ells oficials (la bandera d'Escòcia o l'Estendard Reial d'Escòcia) i altres oficiosos (l'himne d'Escòcia, el tartà, o la Declaració d'Arbroath).

## Banderes

### Bandera d'Escòcia

Bandera oficial d'Escòcia

La Bandera d'Escòcia, també coneguda com a Saltiri o Creu de Sant Andreu, està composta per un aspa blanca sobre fons blau. L'aspa blanca és el símbol de Sant Andreu apòstol, patró d'Escòcia. Segons la llegenda, en el 832 el rei Angus II dels Pictos va dirigir als escots en la seua batalla contra els angles, dirigits per Aethelstan de East Anglia, prop de l'actual municipi d'Athelstaneford, a East Lothian. El rei Angus i els seus homes es van veure envoltats, i van resar per les seues vides. Durant la nit, Sant Andreu es va aparèixer al rei i li va prometre la victòria. Al matí, ambdós exèrcits van veure aparèixer sobre el cel blau una creu blanca, representant la creu sobre la qual havia estat martiritzat Sant Andreu. Aquesta aparició va donar coratge als escocesos, mentre que els anglos es van desmoralitzar i van perdre el combat.
El color del fons de la bandera era variable, des del blau cel fins al blau marí, depenent, pel que sembla, del tipus de tint disponible en cada zona i època. Quan va ser incorporada a la bandera del Regne Unit, es va emprar el blau marí com color de fons. No obstant això, en 2003, una comissió del Parlament d'Escòcia va establir que el color oficial del fons de la bandera és el Pantone 300 (és a dir, 0, 114, 198 en el model de color RGB o #0072C6 en codis de colors HTML), un color una mica més clar que el Pantone 280 de la bandera de Regne Unit.
Les dimensions de la bandera no estan oficialment establides, encara que solen ser 4:5, 3:5 o 2:3. Les barres creuades han de tenir una amplària d'1/5 (o siga, un 20%) de l'altura de la bandera.

### Estendard Reial d'Escòcia

Estendard Reial d'Escòcia

L'Estendard Reial d'Escòcia és la bandera emprada històricament pel Rei d'Escòcia. Era la bandera d'escut d'armes del Regne d'Escòcia. L'estendard està format per un "lleó rampant" de gules, linguat i unglat d'atzur, sobre un fons groc o daurat, i envoltat d'una doble orla decorada de flors de lis de gules. Es creu que el lleó va ser adoptat com símbol al començament del segle xii per Guillem I d'Escòcia, (conegut com a "Guillem el Lleó"), però no existeixen evidències del seu ús fins a 1222, data en la qual va aparèixer en el segell del seu fill, Alexandre II d'Escòcia.
Després de la unió de les corones d'Anglaterra i Escòcia en 1603, l'estendard va ser incorporat a l'Estendard del Monarca Britànic: el lleó rampant apareix en el primer i quart quadrant en la versió que s'empra a Escòcia, mentre que només apareix en el segon en les versions emprades fora d'ella.
En l'actualitat aquesta bandera s'empra oficialment en les residències Reials de Holyrood Palace i del Castell de Balmoral quan el rei no està present. La bandera també s'empra per a representar a la Corona, inclosos el Primer Ministre d'Escòcia, els Lord Lieutenants, l'Alt Comissionat de l'Assemblea General de l'Església d'Escòcia o el Lord Lyon King of Arms. Com a senyal reial, el seu ús està molt regulat i no es pot fer servir sense autorització.

### Escut d'armes d'Escòcia

Antic Escut d'armes d'Escòcia, emprat fins a 1603

L'Escut d'armes d'Escòcia era l'escut emprat per la Corona d'Escòcia amb anterioritat a la unió d'Anglaterra i Escòcia en 1603 durant el regnat de Jaume I d'Anglaterra i VI d'Escòcia. Les armes escoceses tenen un precedent documentat ja en el segle xii, durant el regnat de Guillem I d'Escòcia.
En aquest escut d'armes, el blasó amb el lleó rampant apareixia envoltat pel collaret de l'Ordre escocesa del Card i flanquejat per dues figures (tenants o suports) amb forma d'unicorn rampant de plata amb crineres en or que també va quedar incorporat en l'escut d'armes dels monarques britànics. L'escut apareixia timbrat amb la corona reial escocesa i sobre ella se situava la seua cimera, un lleó coronat de gules que sosté una espasa i un ceptre. Al peu, també fora de l'escut, es col·locava una cinta amb el lema escocès: Nemo m'impune lacessit ("Ningú m'ofèn impunement").
Alguns d'aquests elements apareixen en l'escut d'armes que els monarques britànics usen quan estan a Escòcia.

## Himne
Oficialment, no hi ha un himne nacional d'Escòcia que substituïsca al God Save the King, tradicionalment emprat per a representar al Regne Unit. Existeixen diverses candidates, algunes de les quals s'empren ja freqüentment com himnes en esdeveniments polítics o esportius.
Les dues candidates més populars per a ser emprades com himne d'Escòcia són Flower of Scotland i Scotland the Brave, encara que també hi ha d'altres com Scots Wha Hae, A Man's a Man for a' that, *Freedom Come-All/-Ye, Both sides the Tweed, Caledònia , I'm Gonna Be (500 Milers) o Highland Cathedral.
Cadascuna d'aquestes cançons té ara com ara usos distints. Per exemple, Scotland the Brave s'empra actualment per a representar a Escòcia en els Jocs de la Commonwealth, mentre que Flower of Scotland sona abans dels partits de les seleccions de rugby i futbol. A Man's a Man for a' that, per la seua banda, va ser interpretada per Sheena Wellington en l'acte d'obertura del nou Parlament d'Escòcia, encara que no amb intenció de servir com himne nacional.

## Lema
El lema d'Escòcia és Nemo m'impune lacessit, que significa "Ningú m'ofèn impunement". En l'actualitat és el lema del monarca del Regne Unit quan es troba a Escòcia, i apareix també en l'escut d'armes del Regne Unit quan s'empra a Escòcia. Una traducció més col·loquial al scots és "Wha daur meddle wi em?", que podria traduir-se com "Qui s'atreveix a ficar-se amb mi?".
D'acord amb la llegenda, el lema es referia inicialment a la flor del card marià, altre símbol d'Escòcia: durant un atac sorpresa dels danesos, un dels invasors va trepitjar un card i va emetre un crit de dolor, alertant així als defensors de la seua presència. Posteriorment, el lema es va expandir a tota Escòcia i als regiments militars escocesos, que van adoptar també el card com emblema.

## Honors d'Escòcia
Els Honors d'Escòcia, també coneguts com a "Joies de la Corona Escocesa", estan composts per la corona, el ceptre i l'espasa estatal d'Escòcia. Daten dels segles xv i xvi, el que les converteix en les més antigues de les joies reials britàniques, i les segones més antigues d'Europa. El conjunt de joies actualment conservat va ser emprat en la coronació dels reis escocesos entre 1543 (Maria I d'Escòcia) i 1651 (Carles II d'Anglaterra i d'Escòcia).
Després de la unió de les corones d'Anglaterra i Escòcia per l'Acta d'Unió de 1707, les joies van ser guardades amb clau en el Castell d'Edimburg, on van romandre quasi oblidades fins que un grup d'investigadors, entre els quals estava Walter Scott, les redescobriren en 1818 i les van donar a conèixer al públic l'any següent. Des d'eixe moment, les joies han romàs exposades en el Castell d'Edimburg de forma permanent, salve pel breu parèntesi que va suposar la Segona Guerra Mundial, durant la qual van ser amagades per temor que foren danyades, robades o extraviades.

## Pedra del Destí
La Pedra de Scone o Pedra del Destí és la roca emprada tradicionalment en les cerimònies de coronació dels reis escocesos durant l'edat mitjana. Segons la llegenda, es tracta de la mateixa pedra en la qual va donar el seu cap Jacob mentre somiava el somni profètic de l'Escala de Jacob. Històricament, és probable que es tracti d'una pedra sagrada empleada en les coronacions dels líders de Dalriada.
Durant l'edat mitjana, la pedra va descansar a l'Abadia de Scone (prop de l'actual Perth), fins que en 1296 va ser traslladada a l'Abadia de Westminster, a Londres, per ordre d'Eduard I d'Anglaterra, on va ser instal·lada en una cadira especial destinada a servir de tron durant les cerimònies de coronació dels Reis d'Anglaterra. Després de ser robada, recuperada i retornada a Westminster en 1950, la Pedra va ser traslladada definitivament a Escòcia en 1996 durant el procés de devolució de poders a Escòcia. Des de llavors està exposada en el Castell d'Edimburg, juntament amb les Joies de la Corona Escocesa, i només es traslladarà a Westminster de nou per a ser emprada en futures coronacions.

## Altres símbols d'Escòcia
- William Wallace, Braveheart (1272-1305), és considerat com l'heroi nacional pel seu lideratge en les Guerres d'independència d'Escòcia
- Robert Burns (1759-1796) és el poeta nacional d'Escòcia. Va compondre poemes i cançons en scots i en anglès d'Escòcia, moltes de les quals encara es reciten i canten en l'actualitat. En el seu honor se celebra la Nit de Burns (el 25 de gener, o qualsevol altra nit de l'any), en la qual el haggis és el principal protagonista.
- La Declaració d'Arbroath (1320) és considerada com la primera declaració d'independència d'Escòcia.
- El card marià és la flor nacional.
- El tartà és el teixit tradicionalment emprat en les kilt, les mal cridades "faldilles escoceses". Cada disseny del tartà està relacionat amb un clan escocès distint.
- El dia de la festa nacional és el 30 de novembre, dia de Sant Andreu, patró d'Escòcia, que des de 2007 és una festa oficial o bank holiday.